# Renato Ramos da Silva
Renato Ramos da Silva (Lages, 13 de julho de 1925 — Florianópolis, 12 de abril de 1977) foi um político brasileiro.
Filho de João Ambrósio da Silva e Maria Helena Ramos da Silva. Foi casado com Maria Mercedes Ávila da Silva, dessa união nasceu Cláudio Ávila da Silva, ex-prefeito da capital estadual.
Foi senador pelo estado de Santa Catarina, de 1964 a 1967. Formado em direito pela Faculdade de Direito de Santa Catarina, em 1950, era filiado ao Partido Social Democrático (PSD) e posteriormente, por força do AI-2, integrou a Aliança Renovadora Nacional (ARENA).
Destacou-se por denunciar em seus discursos o comportamento desumano e as práticas de tortura infringidas por alguns funcionários dos órgãos de repressão do governo militar. Foi solícito para com os agricultores catarinenses, levando suas sugestões ao presidente Castelo Branco, com o intuito de cooperar com a solução da crise do comércio de fécula de mandioca, em 1964. A situação precária do Instituto de Aposentadoria e Pensões dos Empregados em Transportes e Cargas também entrou em sua pauta de preocupações e pronunciamentos.
É patrono de algumas escolas públicas do estado de Santa Catarina: o Centro de Educação Profissional Renato Ramos da Silva em Lages, uma escola de educação básica em Laguna, e outra em Palhoça.